# Pohranice
Pohranice este o comună slovacă, aflată în districtul Nitra din regiunea Nitra. Localitatea se află la altitudinea de 189 m deasupra n.m., se întinde pe o suprafață de 12,09 km2 și în 2017 număra 1.071 de locuitori.

## Istoric
Localitatea Pohranice este atestată documentar din 1075.

## Demografie
| An:                | 1994 | 2004   | 2014   | 2024   |
| ------------------ | ---- | ------ | ------ | ------ |
| Număr de persoane: | 1083 | 1069   | 1077   | 1103   |
| Diferență:         |      | −1,29% | +0,74% | +2,41% |

| An:                | 2023 | 2024   |
| ------------------ | ---- | ------ |
| Număr de persoane: | 1094 | 1103   |
| Diferență:         |      | +0,82% |